# سوزانا كوستا
سوزانا كوستا (بالبرتغالية: Susana Costa‏) هي منافسة ألعاب القوى برتغالية، ولدت في 22 سبتمبر 1984 في سيتوبال في البرتغال.

## وصلات خارجية
- سوزانا كوستا على موقع الاتحاد الدولي لألعاب القوى (الإنجليزية)
- سوزانا كوستا على موقع الاتحاد الأوروبي لألعاب القوى (الإنجليزية)
- سوزانا كوستا على موقع الدوري الماسي (الإنجليزية)
- سوزانا كوستا على موقع اللجنة الأولمبية الدولية (الإنجليزية)
- سوزانا كوستا على موقع أوليمبيديا (الإنجليزية)